# Chamaesaura aenea
Chamaesaura aenea este o specie de șopârle din genul Chamaesaura, familia Cordylidae, descrisă de Fitzinger 1843. Conform Catalogue of Life specia Chamaesaura aenea nu are subspecii cunoscute.